# Santa Maria do Suaçuí (kommun)
Santa Maria do Suaçuí är en kommun i Brasilien.   Den ligger i delstaten Minas Gerais, i den sydöstra delen av landet, 700 km öster om huvudstaden Brasília. Antalet invånare är 14 399.
Följande samhällen finns i Santa Maria do Suaçuí:
- Santa Maria do Suaçuí

Omgivningarna runt Santa Maria do Suaçuí är huvudsakligen savann. Runt Santa Maria do Suaçuí är det mycket glesbefolkat, med 6 invånare per kvadratkilometer.